# Los Angeles Rams 1947
La stagione 1947 dei Los Angeles Rams è stata la decima della franchigia nella National Football League e la seconda a Los Angeles La squadra concluse con 6 vittorie e 6 sconfitte al quarto posto della Western Conference.

## Calendario
| Stagione regolare |                        |           |          |
| Turno             | Avversario             | Risultato | Pubblico |
| 1                 | at Pittsburgh Steelers | V 48–7    | 35,658   |
| 2                 | at Green Bay Packers   | S 17–14   | 31,613   |
| 3                 | at Detroit Lions       | V 27–13   | 42,955   |
| 4                 | Chicago Cardinals      | V 27–7    | 69,631   |
| 5                 | at Philadelphia Eagles | S 14–7    | 36,364   |
| 6                 | at Chicago Cardinals   | S 17–10   | 40,075   |
| 7                 | Boston Yanks           | S 27–16   | 19,715   |
| 8                 | Chicago Bears          | S 41–21   | 36,702   |
| 9                 | Detroit Lions          | V 28–17   | 17,693   |
| 10                | Green Bay Packers      | S 30–10   | 31,080   |
| 11                | at Chicago Bears       | V 17–14   | 34,215   |
| 12                | New York Giants        | V 34–10   | 24,050   |

## Classifiche
| NFL Western Division |   |   |   |      |     |     |     |     |
|                      | V | S | P | %    | DIV | PF  | PS  | STR |
| Chicago Cardinals    | 9 | 3 | 0 | .750 | 7–1 | 306 | 231 | V2  |
| Chicago Bears        | 8 | 4 | 0 | .667 | 4–4 | 363 | 241 | S2  |
| Green Bay Packers    | 6 | 5 | 1 | .545 | 5–3 | 274 | 210 | S1  |
| Los Angeles Rams     | 6 | 6 | 0 | .500 | 4–4 | 259 | 214 | V2  |
| Detroit Lions        | 3 | 9 | 0 | .250 | 0–8 | 231 | 305 | S3  |

Nota: I pareggi non venivano conteggiati ai fini della classifica fino al 1972.